# Хобот (Мазовецьке воєводство)
Хобот (пол. Chobot) — село в Польщі, у гміні Галінув Мінського повіту Мазовецького воєводства.
Населення — 185 осіб (2011).
У 1975-1998 роках село належало до Варшавського воєводства.

## Демографія
Демографічна структура станом на 31 березня 2011 року:
|          | Загалом | Допрацездатний вік | Працездатний вік | Постпрацездатний вік |
| -------- | ------- | ------------------ | ---------------- | -------------------- |
| Чоловіки | 95      | 14                 | 68               | 13                   |
| Жінки    | 90      | 22                 | 47               | 21                   |
| Разом    | 185     | 36                 | 115              | 34                   |